# Аттли, Элисон
Элисон Аттли (англ. Alison Uttley, в девичестве Элис Джейн Тэйлор; 1884—1976) — английская писательница, автор множества книг для детей, в том числе серии сказок про поросёнка Сэма, часть которых была пересказана Ириной Румянцевой и Ингой Баллод, и издана под названием «Про маленького поросёнка Плюха» (1975).

## Биография
Родилась в 1884 году. В 1906 году окончила Манчестерский университет с отличием. В 1908 году устроилась учительницей физики в Фулхэмскую среднюю школу для девочек. В 1911 году вышла замуж за Джеймса Артура Аттли. В 1915 году у них родился сын Джон Корин Тейлор. В 1930 году её муж умер и ей пришлось заняться писательством, чтобы содержать себя и сына.

## Книги на русском языке
- Баллод И., Румянцева И. Про маленького поросёнка Плюха (по мотивам сказок Элисон Аттли) / илл. Е. А. Медведева. — Детская литература, 1975.
- Баллод И., Румянцева И. Про маленького поросёнка Плюха (по мотивам сказок Элисон Аттли) / илл. Е. А. Медведева. — Амальтея, ЭКСМО, 1994.